# Karl Heinrich (Politiker, 1822)
Karl Heinrich (* 8. November 1822 in Leipzig; † 23. Oktober 1890 in Borna) war ein deutscher Jurist und konservativer Politiker. Er war Mitglied beider Kammern des Sächsischen Landtags sowie Abgeordneter des Reichstags.

## Leben und Wirken
Heinrich wurde in Leipzig, wo sein Vater als Rechtsanwalt tätig war, geboren. Er besuchte von 1837 bis 1843 die Fürstenschule Grimma, woran er ein Studium der Rechtswissenschaften an der Universität Leipzig anschloss. 1843 wurde er Mitglied des Corps Misnia Leipzig. Nachdem er dieses 1847 erfolgreich abgeschlossen hatte, nahm er eine erste Tätigkeit als Akzessist in Leipzig auf und war anschließend von 1848 bis 1851 Hilfsarbeiter bei unterschiedlichen Advokaten. 1851 wurde er Aktuar in Leipzig und schließlich 1853 Rechtsanwalt in Borna. Gleichzeitig wurde er dort zum Bürgermeister gewählt.
Von 1866 bis 1868 war er als Vertreter des 1. städtischen Wahlkreises und von 1869 bis 1861 als Vertreter des 12. städtischen Wahlkreises Abgeordneter der II. Kammer des Sächsischen Landtags. Von Januar 1877 bis Juli 1878 war er für den 14. sächsischen Wahlkreis Mitglied des Reichstags. Er war einer der Gründungsmitglieder des Konservativen Landesvereins in Sachsen. 1879 wurde er von König Albert zu einer der acht Magistratspersonen in der I. Kammer des Sächsischen Landtags bestimmt. Dieser gehörte er bis zu seinem Tod an.